# Manfred Nowak
Manfred Nowak, né le 26 juin 1950 à Bad Aussee (Autriche), est un avocat spécialiste des droits de l'homme. Il a été rapporteur spécial sur la torture de la Commission des droits de l'homme des Nations unies de 2004 à 2010, et fut remplacé par Juan E. Méndez (en).

## Interventions en Chine et au Tibet
En 2005, Manfred Nowak a visité la Chine et invite le gouvernement chinois à supprimer ses dispositifs de rééducation par le travail :
Selon Manfred Nowak, ces dispositifs de rééducation par le travail contreviennent à la convention sur les droits civils et politiques.
Au Tibet, il a notamment rendu visite à deux prisonniers tibétains, Bangri Rinpoché (Jigmé Tenzin Nyima) à la prison de Chushur et Nyima Choedron à la prison de Drapchi. Il a aussi pu rencontrer Jigmé Gyatso à la prison de Chushur, qui s’est plaint des conditions de détention. Manfred Nowak écrit dans son rapport publié en mars 2006 : « Puisqu’il (Jigme Gyatso) a été accusé de crime politique, probablement sur la base d’informations obtenues sous la torture, le Rapporteur Spécial appelle le gouvernement (chinois) à le libérer ».

## Camp de Guantanamo
En 2005, Manfred Nowak avait déclaré concernant le camp de Guantanamo : « le fait que l'accès aux prisonniers ait été refusé pendant si longtemps aux enquêteurs de l'ONU est un signe qu'ils souhaitent dissimuler certaines choses à la vue du public ».
Puis l'ONU annule sa visite du camp, car Washington refuse que les trois membres de l'ONU (Manfred Nowak, Asma Jahangir et Leila Zerrougui), échangent librement et sans témoins avec les détenus.
Publié en 2006, un rapport de l'ONU demande de « fermer les installations de détention de Guantánamo sans délai supplémentaire » et que « soient jugés rapidement tous les détenus de Guantánamo » ou « libérés immédiatement ». Les critiques des conditions de détention portent surtout sur les limites floues entre certaines techniques d'interrogatoire qui peuvent être assimilées à de la torture et de ce fait, il est demandé que « toutes les techniques spéciales d'interrogatoire autorisées par le département de la défense soient révoquées immédiatement ».
Du 6 au 9 novembre 2006, il a participé la conférence internationale à l'université Gadjah Mada pour l'adoption des Principes de Jogjakarta et a été un des 29 signataires. 

## Distinctions
En 2007, Manfred Nowak a reçu le Prix Bruno-Kreisky.